# Abacomte
L'abacomte foren els abats que tenien el rang de comtes a l'Imperi Carolingi i que ja existia avançat el període merovingi (per exemple Bernat, † 787, abat laic i comte de Saint-Quentin, fill de Chrotais). També es podia donar el mateix nom al comte que era designat per administrar una abadia. El territori podia ser anomenat abacomtat.